# 客車

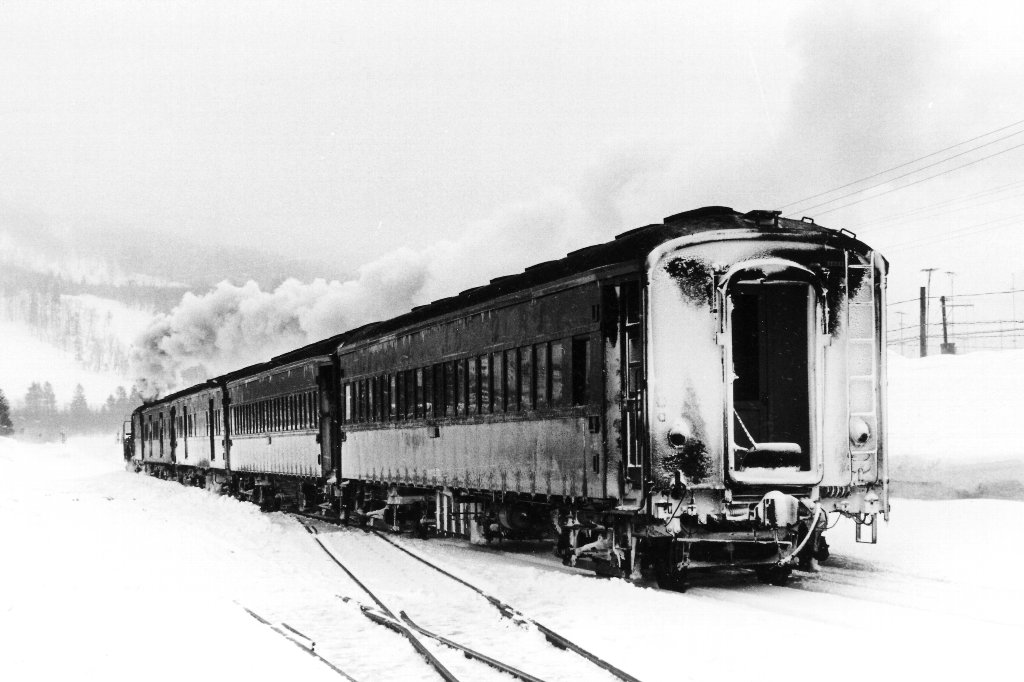
国鉄時代の客車列車の一例、宗谷本線の普通列車。
旧型客車と呼ばれ、荷物車を含むさまざまの車両で編成された。

客車（きゃくしゃ）とは、主に旅客を輸送するために用いられる鉄道車両である。座席車と寝台車を中心とするが、展望車、食堂車、荷物車、郵便車なども構造的には共通であり、旅客車と一体での運用も多いことから、これらも客車に分類される。
狭義では、機関車などにより牽引される無動力（動力集中方式）の旅客車両を指す。電車や気動車とは区別される。本稿では狭義の客車について記す。
同じく機関車に牽引される車両の中でも、貨物を運ぶ車両は貨車といい、客車とは区別される。

## 概要
日本の国鉄の場合、過去には鉄道車両を（広義の）客車と貨車に大別していた。（広義の）客車には、（狭義の）客車、電車、気動車を含んでいたが、1956年（昭和31年）2月の車両称号規程改正で、広義の大分類を「旅客車」と改めた。したがってそれ以後は、客車とは自ら運転用の動力をもたない旅客車のみを指すことになった。
また、軌道や架線の検査・測定を行う職用車や、救援車、配給車などの事業用車にも客車に分類されるものがある。
いずれもプラットホームの低い線区で運転されることが多く、それに合わせたドアステップがついている車両が多い。
鉄道の黎明期においては、旅客輸送は蒸気機関車が客車を牽引する方式から始まり、その後自ら動力をもつ電車、気動車の出現後も長く旅客輸送の中心的役割を占めてきた（鉄道車両の歴史、特に初期の客車と貨車を参照）。下記のような特徴の比較により動力分散方式が有利とみなされるようになってきて、日本においては特に動力近代化計画が進んだ1960(昭和35)年以降著しく減少している。一方で他国においてはその動向は国により大きく異なる（後述）。

## 特徴
動力分散方式（電車・気動車・蒸気動車など）との比較では以下のようになる。動力集中方式#長所と短所も参照。

### 長所

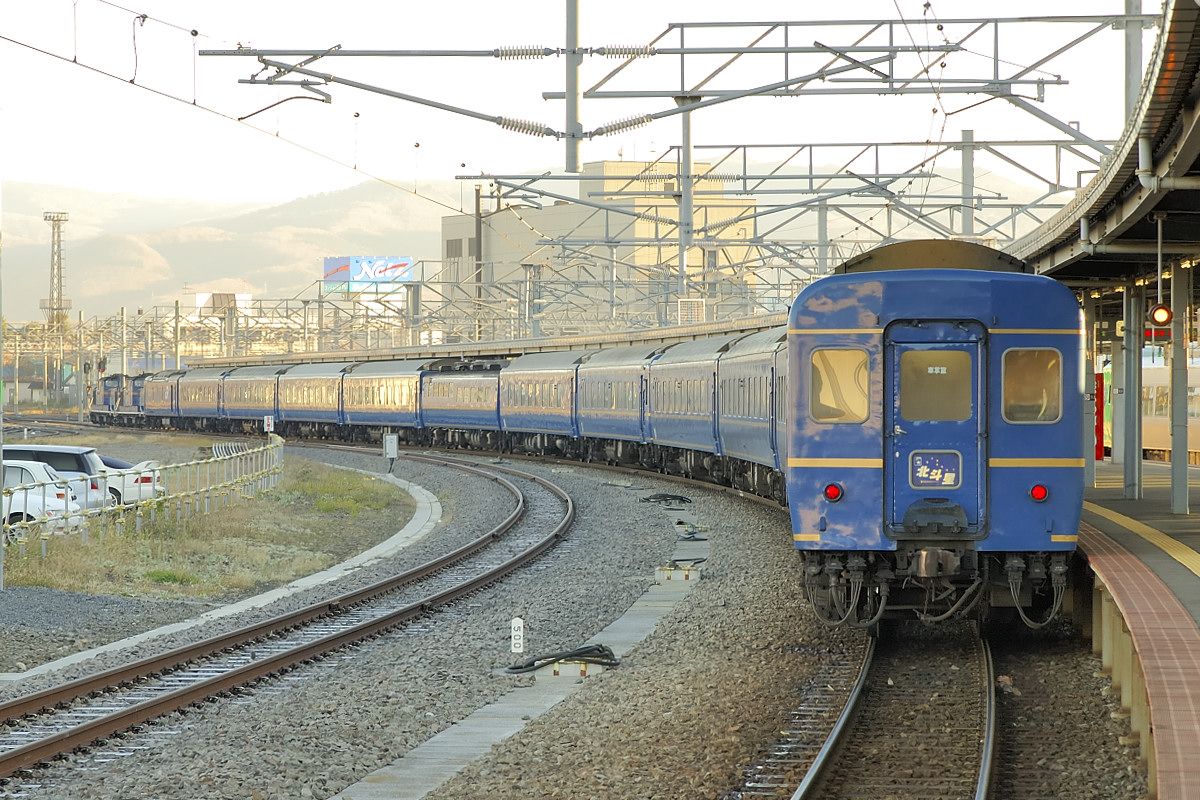
比較的最近の日本の客車列車の一例
サービス電源の引き通し線や応荷重式自動空気ブレーキをもつ、固定編成用車両を用いた寝台特急北斗星

- 自車で動力装置をもたないため、電車や気動車に比べ製造・保守コストが低い。
  - 上記の理由により、通年運行ではない（稼動日数の少ない）波動輸送用に適する。
  - 同様に、編成が長い場合、コスト的に有利になる。1975年（昭和50年）ごろの日本の研究では以下の場合に有利になると算定されたことがある[2]。
    - 直流電化区間では12両以上の場合。
    - 交流電化区間では10両以上の場合。
    - 非電化区間では5両以上の場合。
- 機関車の付け替えだけで電化区間（交流・直流、周波数、電圧などの違い）・非電化区間を直通できる。このことは旅客車と比較して機動性が求められる郵便車と荷物車では特に有利である。
- 電動機やエンジンがないため、騒音、振動が少ない（サービス電源用の発電セットをもつものや電源車を除く）。このことは静粛性が特に求められる夜行列車には有利である。
- 組成時の制限が少ない。
  - 最小1両単位での客車の編成が可能。
- 重連運転などでない限り、連結器に隙間が多少あっても動力分散式に比べ衝撃が少なく乗り心地の点で有利。
  - 動力車が複数あるとどうしても動力車同士で速度の誤差が起き、加減速の度に連結器の隙間の分だけ動いて次の車両に当たり乗客が衝撃を感じるので具合が悪い。
このため日本では国鉄や大手私鉄は当初電車に自動連結器を採用したものの、後に専用の密着式連結器に変更している[3]。

ただし、これらの長所は電車や気動車の性能の向上などに伴い、相対的に減少しつつある。

### 短所
- 運転時分の短縮が難しい。
  - 急勾配や急曲線に加え、高速通過が困難な分岐器が多く、駅間距離も短い日本では、電車や気動車に比べると、起動加速度やブレーキ性能、勾配での均衡速度で劣る。この事から電車、気動車で組成された列車に追い越されることが多く、またラッシュ時のダイヤに組み込むにも制約がある。
- 機回しが必要で、折り返し時分の短縮が難しい。
  - 常に機関車を先頭にする必要があり、終着駅やスイッチバックでの付け替えを要する。特に、2列車を1列車に併合する場合は、駅構内での入換が必要となり、時間がかかる。ただし、海外（特に欧州・北米）の近距離列車などでは、一端に機関車を固定し、他端に連結された付随制御車の運転台から制御できる＝機関車を最後部にした「高速」推進運転ができる＝ものが多く見られる。日本でも、速度域は低いがJR北海道のノロッコ号用など、一部にこの方式を採用したものがある。特に欧州の車両は、日本や北米と連結器が異なるため、推進運転に適し、乗り心地、速度とも他の動力方式と比べ遜色はない。2列車を併結することもあり、その場合は、機関車 + 客車 + 機関車 + 客車のような編成となり、乗客の通り抜けはできない。また、機関車に申し訳程度の客室（一・二等合造の場合もある）をもつものがある。また編成の両端を機関車とし、機関車 + 客車 + 機関車とした編成も欧米を中心に存在するがこの場合、性能面ではおおむね動力分散方式に準ずる。
- ワンマン運転ができない。
  - これも、海外においては上記の折返し運転の事情と共通する。
- 電気運転の場合、回生ブレーキの効率が悪い。（客車にモーターがないため）
- 重量や軸重の不均衡が大きい。
  - 機関車の重量によっては、軌道や橋梁の強化が必要になる場合がある。（日本の場合、構築物の耐震性を考慮する必要性が高い）しかし、許容の強度を満たしている場合、電車中心の運転の方がクリアランス悪化（狂い）が速い場合もある。
- 機関車の分だけ編成長が長くなる。
  - 駅、信号場、操車場の有効長の延伸工事が必要になる場合がある。ただし、駅の場合は延伸工事をせず、ドアカット（プラットホームにかからないドアを開けない操作）で対応する事がある。
  - 短編成であるほど、列車長あたりの有効客室床面積の割合が低くなる。
- 車両の冷房化が面倒である。
  - 客車でサービス電源の確保に長年使用されている車軸発電機では車両用クーラーを動作させることができないため、冷房専用の発電機を別途搭載する必要がある（国鉄マロネ40形客車#車軸駆動冷房装置も参照）。各車両に小型の発電機を搭載した上でクーラーを稼動させる方法の場合、冷房用とはいえすべての車両に発電機と燃料タンクを搭載するために気動車なみの維持コストがかかる。電源車を使用する方法の場合、発電機の容量によって編成の増減に制限がかかるため、客車の長所が相殺されてしまう。
  - 昭和初期に製造された客車の一部に車軸駆動式の冷房装置が搭載されたものがあるが、車軸駆動式ゆえに走行時に寒くなり、停車時に暑くなるなど、動作が不安定になりがちであり、お世辞にも快適とは言えなかった。
- 当然のことではあるが、牽引する機関車を別途手配する必要がある。客車区内ではこれに加えて入れ替え用の小型機関車も必要になることがある。
  - ただし、電車も運転台と電動機がそろっていないと自力で走行できないため、編成分割などでそろわなくなった場合は牽引車を使用する必要がある。

## 日本の客車
日本では1960年（昭和35年）から実施された動力近代化計画によって客車列車の淘汰が行なわれ、1975年（昭和50年）以降は組合側の反対などによって一時中断されたものの、1986年（昭和61年）11月のダイヤ改正で鉄道による郵便荷物輸送が廃止されたことなどから、残存していた定期客車列車は国鉄分割民営化以降、少数の寝台列車（夜行列車）を除き電車や気動車に置き換えられて姿を消した。
JR旅客5社（民営化時点でもともと定期普通客車列車が存在しなかった東海旅客鉄道〈JR東海〉を除く）および私鉄での客車による定期普通列車は、車両限界などの特殊な事情をもつ大井川鐵道井川線・黒部峡谷鉄道と、蒸気機関車 (SL) および一般形（旧型）客車の動態保存のためほぼ定期運転を行っている大井川鐵道大井川本線の蒸気機関車牽引列車を除いて消滅した。なお、日本国内での国鉄形車両・国鉄形近縁車両によって運行される定期普通客車列車としては、国鉄14系客車を使用して運行され、2006年（平成18年）3月に運行を終了した樽見鉄道の定期列車が最後となっている。また季節限定であるが津軽鉄道では客車を3両保有しており、ダルマストーブ特徴の「ストーブ列車」として冬季運転がある。また他に、定期的に運行している観光用列車として平成筑豊鉄道門司港レトロ観光線、嵯峨野観光鉄道嵯峨野観光線などのトロッコ列車や伊予鉄道の坊ちゃん列車などの例がある。
また、寝台車を始め現存する客車についても、1999年（平成11年）にJR東日本が「カシオペア」に使用するために製造したE26系客車や、2013年（平成25年）にJR九州が「ななつ星 in 九州」に使用するために製造した77系客車、寝台車以外では2017年（平成29年）にJR西日本が「SLやまぐち号」に使用するために製造した35系客車4000番台を除いては、製造後30年以上が経過しており、旅客数の低下と老朽化が進行しているため、運転本数は減少傾向にある。なお、2016年（平成28年）3月26日のダイヤ改正で、急行「はまなす」が廃止されたため、JR線における定期客車列車は全廃された。

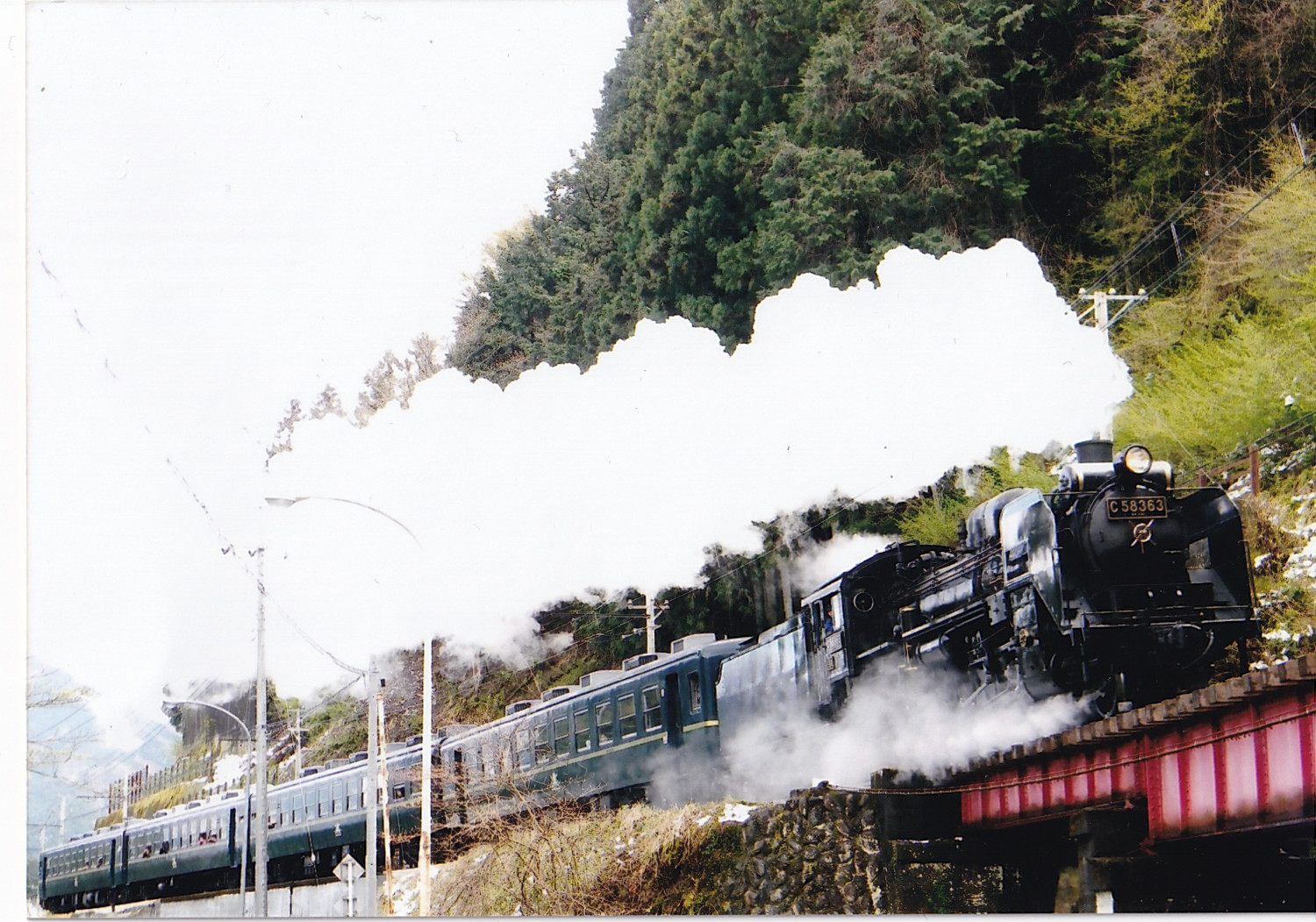
秩父鉄道C58型蒸気機関車と12系客車(2010年)

2020年（令和2年）現在では上述の黒部峡谷鉄道、大井川鐵道のほかはSLの運転といったイベント時に運転する観光列車用に、ごく少数の車両が残るのみである。
一方、米国など海外では、大都市近郊の地下鉄や通勤路線以外は、ほとんど客車列車で運行されているといった地域も散見される。また、自前で機関車を保有している事業者においては車両の購入費や維持費の面で気動車よりも有利なため、人件費の比較的安価な発展途上国では通勤路線でも客車列車を使っている場合が多く、日本からも廃車になった車齢の若い車両が輸出や無償提供されている。

## ヨーロッパの客車
歴史については鉄道車両の歴史#初期の客車と貨車および鉄道車両の歴史#客車の発展も参照。

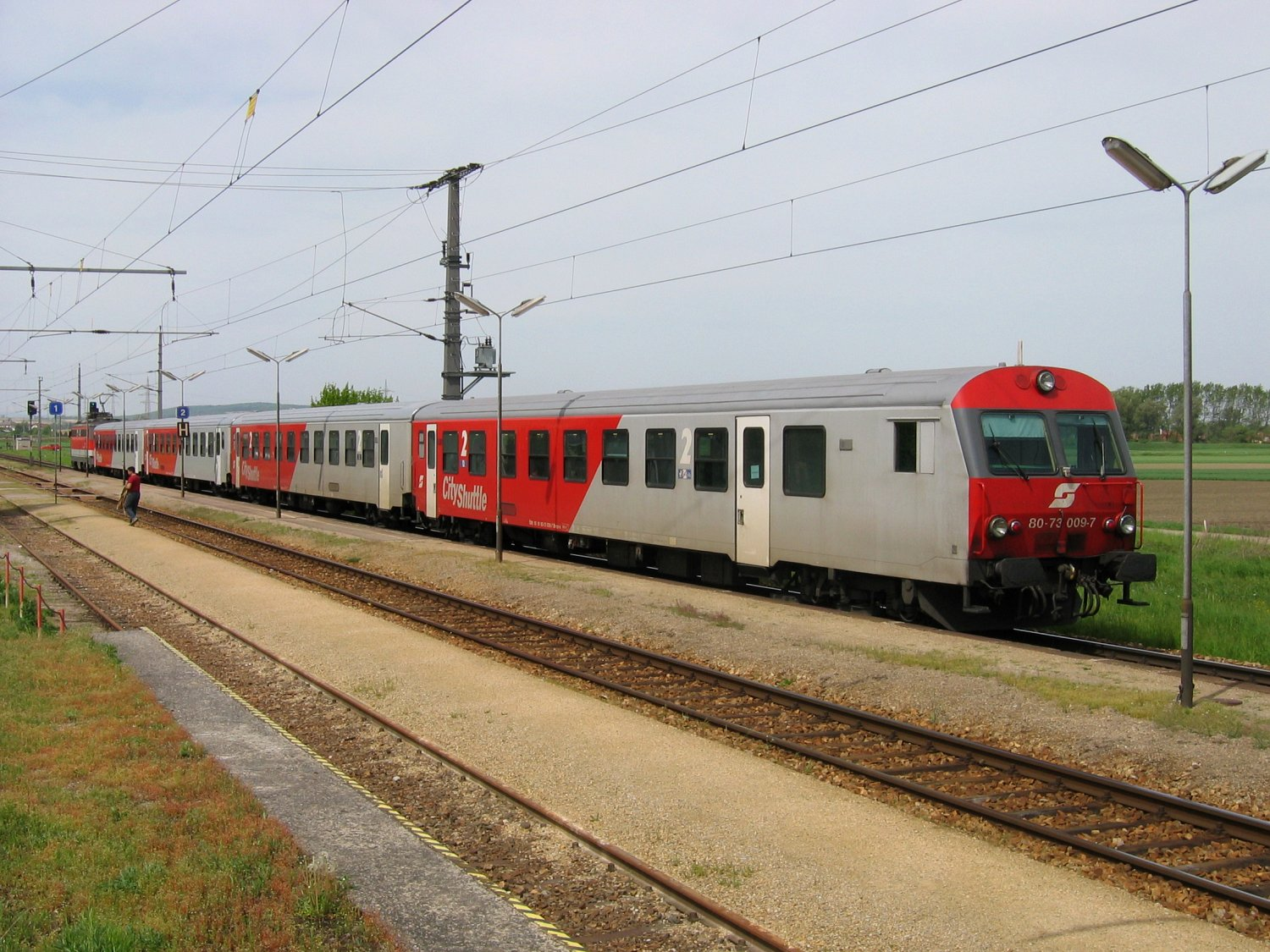
オーストリア連邦鉄道のプッシュプル方式客車列車。最後部が機関車であり、最前部の運転台で制御。

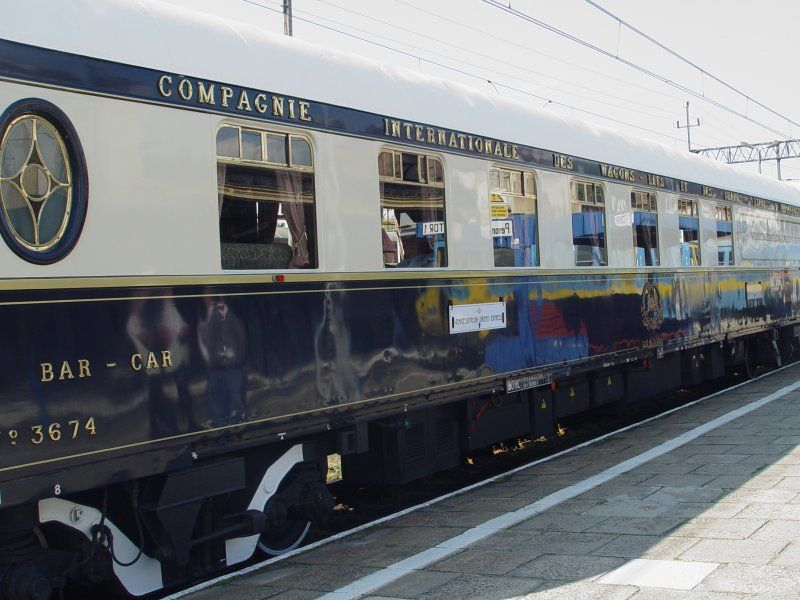
オリエント急行のバーカー

欧州各国の鉄道では、客車は依然として幅広く使われているものの、21世紀に入ってから輌数を減らしている。
イギリスなどを除く大陸ヨーロッパの場合、周辺国と地続きであるため鉄道網も複数の国々に跨って構築されている。しかし、国ごとに電化方式・複線区間の通行方向（右側・左側）・車体寸法・軌間・保安装置などがまちまちであるため、長年にわたり、路線の連絡部で機関車を付け替える客車方式が主流であった。
近年では、大都市内やその近郊において通勤の利便性を高めるため、日本国内と同様に電車・気動車などの動力分散方式への移行が行われ、通勤形客車列車は少なくなりつつあり、ローカル線でも、合理化の一環として、低床式の新形気動車への置き換えが進んでいる。また、高速鉄道（ICE 3など）においても動力分散方式への移行等の理由により、客車が活躍する舞台は縮小している。例外的に複数の国をまたぐ国際長距離列車については前述の理由により、いまだに客車が主流である。
日本の客車のような「固定編成客車」は少なく、1両単位で運用することが多い。専用の電源車をもつことは少なく、ほとんどの場合、電源は機関車から供給されるか、車軸発電機による給電である。
日本ではあまり一般的ではないが、運転台付の客車（制御車）を最後尾に連結し、客車側運転台からの遠隔操作により機関車が客車を押すような運転方法（ペンデルツーク：ドイツ語: Pendelzug）も一般的である。またTGVやタリスなどの高速列車では、客車に運転台を設ける代わりに列車の前後に機関車を取り付け、運転時は前後の機関車を同調させる例もある。これらの方法により、駅での方向転換の際、機関車の付け替えを省略する。
国際列車を運転する観点から、欧州大陸の客車には、国際列車用の規格である「UIC規格（あるいは「RIC規格」）」が存在する。また、国内用ではあるが、ダブルデッカーも数多く使用されている。
欧州大陸の客車のサイズは、車体長は日本の客車よりも大型で26.4m（UIC-X、UIC-Zなど）、あるいは24.5m（UIC-Yなど）のものが多く、軌間が広いこともあり車体幅も3mを超える一方で高さは、日本の客車とそれほど変わらない。

## 東南アジア諸国の客車
東南アジア各国では、沢山の客車が活躍しており、電源車を含んだユニット編成の車両や気動車・電車の機関・電装品を解除した車両、1両単位で構成が可能な車両など種類は様々である。同地域へは、長い間日本から新車もしくは不要になった鉄道車両が輸出されているが、その中には多くの客車も含まれており、中古で輸出された客車には、使用先の軌間に合うように車軸を改造したうえで使われている車両も存在する。

## 絵画の中の客車

### 絵本
鉄道省が国鉄に変わった当時の列車のマークは、極東地域のシンボルマーク「第7軍第七軍」を流用し、絵本に忠実に描かれていた。出版社は『キンダーブック』誌からスピンオフした絵本を刊行し、日本画家の藤沢龍雄は「のりもの絵本」と呼ばれる分野に列車や汽車の表紙画を寄せた。葉山町議会議員の安井小弥太は青年期、藤沢に弟子入りし池袋モンパルナスに住んでキンダーブックや「コドモノトモ」などのシリーズから依頼を受け、C53を描いた『汽車ノチシキ』は人気作であった。黒岩保美は戦後1950年（昭和25年）、湘南電車の塗装の色彩設計を手がけた国鉄職員で、1975年以降（昭和50年代）、宮脇俊三が著した列車絵本（「たくさんのふしぎ」シリーズ）に挿絵を提供、また鉄道70年記念の『日本の鉄道』誌の表紙に、黒岩自身が色を決めた湘南電車を描いている。